# Penízek modravý
Penízek modravý (Noccaea caerulescens) je nevysoká, planě rostoucí rostlina vlhkých luk, pastvin a zahrad. Je jako většina druhů rodu penízek, nápadný svým plodenstvím tvořeným plochými, křídlatými šešulkami. Tento původní druh české přírody prošel několika změnami vědeckého jména, naposled po rozdělení širokého rodu Thlaspi, kdy byl přeřazen do rodu Noccaea.

## Rozšíření
Evropský druh pochází z území od Velké Británie přes Francii a Španělsko do střední a jižní Evropy, roste nejvíce ve vyšších polohách Pyrenejí, Alp a Západních Karpat. Druhotně se rozšířil do Skandinávie a Pobaltí. V české krajině se vyskytuje na severu a severozápadě Čech (Krušné hory, Doupovské hory, České středohoří, Lužické hory, Jizerské hory) a vzácněji na severu Moravy (Moravskoslezské Beskydy; hlášen však byl prakticky z celého území.

## Ekologie
Vyrůstá na živinami bohatých, humózních půdách, které jsou vlhké a slabě kyselé. Vyskytuje se na podhorských loukách, pastvinách, v řídkých lesích a po jejich okrajích, na keřovitých stráních říčních údolí, v silničních příkopech i na železničních náspech. Často jej nacházíme mimo přirozených prostředích na lidmi ovlivňovaných stanovištích.

## Popis
Jednoletá nebo dvouletá, výjimečně až krátce vytrvala, sivě zelená a slabě ojíněná bylina s jednou nebo více jednoduchými lodyhami 20 až 35 cm vysokými. Z tenkého, vícehlavého kořene vyrůstají listové růžice a z plodných rostou vystoupavé nebo přímé, lysé, v průřezu oblé lodyhy. Růžice tvoří řapíkaté listy s celistvými čepelemi eliptického nebo vejčitého tvaru. Střídavé lodyžní listy podobného vzhledu jsou přisedlé, špičatými oušky lodyhu objímají a po obvodě jsou celokrajné nebo řídce vykrajované. Plodné růžice vytrvávají i v době kvetení a plodů, sterilní usychají.
Na vrcholu lodyhy bývá 25 až 80 bělavých nebo fialově naběhlých, šikmo odstálých květů seskupených do jednoduchého hroznovitého květenství bez listenů. Drobné, většinou čtyřčetné květy mají 1,5 mm dlouhé kališní lístky s bílým blanitým lemem a 3 mm dlouhé korunní lístky bíle nebo světle fialově zbarvené. V květu je ve dvou kruzích šest tyčinek (čtyři vnitřní jsou delší) a na nitkách mají prašníky, jež jsou během kvetení bělavé a po vypylení tmavě fialové. Čtyři nektaria jsou po obou stranách vnějších tyčinek. Ze dvou plodolistů srostlý pestík má slabě dvoulaločnou bliznu. Rostliny kvetou v dubnu a květnu, opylovány jsou anemogamicky.
Zrající plodenství se postupně prodlužuje a stává se stejně dlouhým nebo delším než olistěná část lodyhy. Plody jsou obvejčitě klínovité, na stopkách vodorovně odstávající křídlaté šešulky asi 7 mm dlouhé. Křídla jsou v horní části tupě zašpičatělá, užší než pouzdro a k bázi zúžená, na vrcholu plodu vytvářejí zřetelný výkrojek, který není delší než drobná vytrvalá čnělka. V pouzdře bývá čtyři až šest, asi 1,5 mm velkých semen, která jsou hladká, rezavě žlutá až rezavě hnědá, nemají endosperm a ve vlhku osemení slizovatí.

## Význam
Penízek modravý je pro českou krajinu bez ekonomického významu. Jeho perspektivní význam může spočívat ve schopnosti akumulovat z půdy těžké kovy. Jímá kořeny ze zamořené půdy hlavně kadmium a zinek, které ukládá do lodyh i listů a tím může být nápomocný k dekontaminaci půdy.